# 清华大学登山队
清华大学登山队，係清华大学的学生登山社團，成立于1990年底，曾成功攀登数座高海拔雪山，吸引了许多校内外爱好登山和户外运动的人士，开展普及了登山户外运动。此前清华大学就有很好的登山组织及历史。

## 歷史
清华大学登山队背后依托清华学生社团山野协会，前身包括
- 1990年～1991年：登山协会
- 1992年：山野协会
- 1994年～2003年：科考协会
- 2003年～至今：山野协会

名字虽然不同，却是一脉相承，登山户外运动理念由1990年代初传承至今。

## 高峰攀登紀錄
如無特別註明皆為 中国：
- 1991年 各拉丹冬（青海、西藏交界）
- 1992年 珠峰北坡（ 中国西藏與 尼泊尔交界）
- 1994年 各拉丹冬（青海、西藏交界）
- 1995年 雪宝顶（四川）
- 1996年 阿尼玛卿（青海）
- 1997年 慕士塔格峰（新疆）、玉珠峰 （青海）
- 1998年 章子峰（西藏）
- 1999年 念青唐古拉山（西藏）
- 2000年 慕士塔格峰（新疆）、祁连山冷龙岭（青海）
- 2001年 念青唐古拉山中央峰（西藏）
- 2002年 宁金抗沙峰（西藏）
- 2003年 桑丹康桑（西藏）
- 2004年 各拉丹冬（青海、西藏交界）
- 2005年 念青唐古拉山中央峰（西藏）
- 2006年 雀儿山（四川）
- 2007年 宁金抗沙（西藏）
- 2008年 克孜色勒（新疆）
- 2009年 慕士塔格峰（新疆）、半脊峰（四川）
- 2010年 各拉丹冬（西藏）、玄武峰（四川）
- 2011年 玉珠峰（青海）
- 2012年 九架峰（四川）